# Jan Kmoch
Jan Kmoch (* 19. September 1951 in Prag) ist ein tschechischer Fußballtrainer.

## Spielerkarriere
Kmoch spielte in seiner Jugend für den FC Jílové. Im Herrenbereich war er mit Ausnahme seines Wehrdienstes bei RH Praha und seiner letzten Station Tesla Karlín für Čechie Karlín aktiv.

## Trainerkarriere
Von 1986 bis 1999 war Kmoch als Jugendtrainer bei Slavia Prag tätig. 1998 führte er die A-Junioren des Vereins zur tschechischen Meisterschaft.
In der Saison 1999/00 trainierte er Motorlet Prag, anschließend ein Jahr lang das B-Team von Viktoria Žižkov. Von 2001 bis 2003 betreute er die Junioren von Bohemians Prag. In der Spielzeit 2003/04 coachte Kmoch den FC MUS Most. Danach trainierte er die A-Junioren von Sparta Prag, mit denen er tschechischer Meister wurde.
Im Jahr 2005 ging Kmoch in die Vereinigten Arabischen Emirate und trainierte die Mannschaft von al-Wasl. In der darauf folgenden Saison saß er auf der Trainerbank des saudi-arabischen Clubs Al Khaleej Saihat. 2007 kehrte Kmoch nach Tschechien zurück und führte die B-Mannschaft von Sparta Prag aus der dritten in die 2. Liga.
Im Sommer 2008 bekam er im Alter von 57 Jahren bei Dynamo České Budějovice die Chance, eine Erstligamannschaft zu trainieren. Nach nur vier Spieltagen und einem Punkt wurde Kmoch am 26. August 2008 wieder entlassen. Ein paar Monate danach kehrte er zu Sparta zurück, um dort als Co-Trainer zu fungieren. Dieses Amt führte er bis zum Ende der Saison 2010/11 aus. Danach wechselte er erneut auf die arabische Halbinsel, wo er diesmal Co-Trainer von al-Ahli wurde. Hier verblieb er aber nur bis zum Ende der laufenden Saison. Zur Folgespielzeit wechselte er in die erste Liga der Vereinigten Arabischen Emirate, um dort Co-Trainer beim Baniyas SC zu werden. Dort hörte er schließlich nach dem Ende des Trainers Jozef Chovanec im April 2013 dann auch auf.
Nun ging es zurück nach Tschechien, wo er zuerst für eine Spielzeit den FK Čáslav und dann für eine weitere Motorlet Prag trainierte. Nach einer Saison ohne Trainerposten, führte er diesen in der Runde 2016/17 als Co-Trainer bei Slavia Prag aus. Von Juli bis Oktober 2018 war er dann noch einmal Co-Trainer beim FK Viktoria Žižkov und von Dezember 2018 bis April 2019 und gleicher Funktion noch einmal beim FC MAS Táborsko. Seitdem hat er bislang keinen neuen Trainer-Job mehr gehabt.